# خوان شرف
خوان شرف مرکز دهستان نه و روستایی در بخش مرکزی شهرستان نهبندان استان خراسان جنوبی ایران است.

## جمعیت
بر پایه سرشماری عمومی نفوس و مسکن در سال ۱۳۹۵ جمعیت این روستا ۲،۱۷۳ نفر (در ۵۷۴ خانوار) بوده است.